# 叔辄
叔辄（？—前521年），字伯張，中国春秋时期鲁国的大夫，他是魯文公之子叔肸的玄孫，子叔声伯的曾孙、叔老之孙、叔弓之子。
前521年（鲁昭公二十一年）七月初一，发生日食。鲁昭公问梓慎日食是什么事，代表什么样的祸福。梓慎回答：“冬至夏至春分秋分（二至、二分），发生日食，不是灾祸。日月运行，春分秋分之时，黄道、赤道交点相同；夏至冬至之时，黄道、赤道相交点远。其他月日食发生灾祸，因阳气不胜，所以常常发生水灾。”此時叔辄因日食而号哭，叔孫昭子说：“叔辄快死了，这不是他该哭的事。”八月乙亥，叔辄卒。 